# Троицкий собор (Киев)
Свято-Троицкий собор (укр. Свято-Троїцький собор) — православный храм в Киеве, на Троещине. Построен в 1997 году по проекту архитекторов Вадима Гречины и Ирины Гречины . Рассчитан на 1200 мест. Священники — протоиерей Анатолий Денисюк, священник Димитрий Музыка, священник Николай Клименко.
При Свято-Троицком соборе работает воскресная школа, в которой обучаются около 100 детей. В школе работают и хоровые кружки (мальчиков и девочек). В 1999 году при храме было основано издание журнала «Троещина Православная». Также при храме работает трапезная.

## Основание
9 июля 1991 года состоялась закладка Свято-Троицкого собора при первом настоятеле схиархимандрите Серафиме (Соболеве) под патронатом Митрополита Киевского и всея Украины Владимира.
Средства на храм пожертвовали священнослужители бывшей Троицкой церкви: схиархимандрит Серафим (Соболев), который продал для этого свою родительскую квартиру на Андреевском спуске, а также много верующих. Большую помощь оказал Ватутинский (теперь Деснянский) район города Киева. Проект был разработан архитекторами Вадимом Гречиной и Ириной Гречиной. Освящение собора состоялось 17 июня 1997 года на праздник Святой Троицы предстоятелем УПЦ МП митрополитом Владимиром (Сабоданом).

## Архитектура

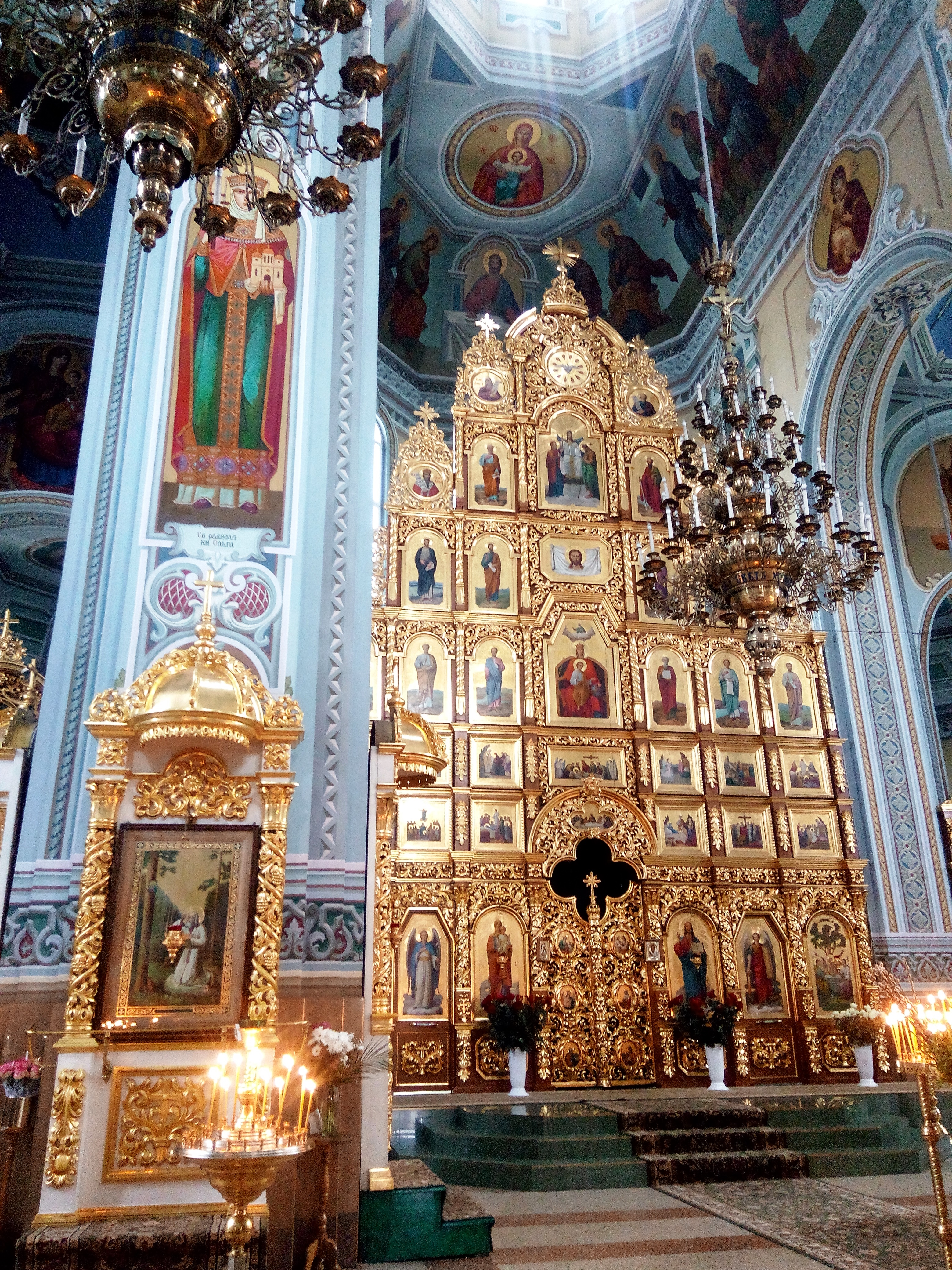
Интерьер собора

В архитектурном плане собор 5-купольный, крестообразный в плане, с тремя абсидами и имеет выразительные черты архитектуры казачества. Собор имеет три престола: центральный, освящённый в честь Живоначальной Троицы, левый — в честь преподобного Серафима Саровского, правый — в честь святого великомученика Георгия Победоносца. Главным украшением собора является иконостас, сделанный руками черкасских мастеров-краснодеревщик. В западной части храма расположены хоры.
В 2004 году под соборным помещением был построен и освящён подземный храм во имя великомученика Димитрия Солунского. Роспись подземного храма включает элементы украинского орнамента и выполнена в стиле украинского барокко с сохранением византийских традиций церковной живописи. Иконостас подземного храма изготавливался в Белоцерковской иконописной школе-мастерской Л. П. Бачинского.
Колокольня собора — отдельная четырёхъярусная сооружение.

## Соборные святыни
В августе 2000 года в собор с Санаксарского монастыря (республика Мордовия) архимандритом Варнавой, наместником этого монастыря, были переданы икона и частица святых мощей преподобного Феодора Санаксарского, а также икона святого праведного воина Фёдора Ушакова.
Другие святыни — чудотворная икона преподобного Серафима Саровского и частица его мощей — находятся в храме с октября 2000 года. Именно тогда, по благословению митрополита Владимира, группа паломников Свято-Троицкого храма во главе с настоятелем собора о. Димитрием совершили паломническую поездку в Дивеевский женский монастырь и привезли эти святыни в храм.